# Westbrook (Maine)
Westbrook és una ciutat del Comtat de Cumberland (Maine) als Estats Units d'Amèrica.

## Demografia
Segons el cens dels Estats Units del 2000 Westbrook tenia 16.142 habitants., 6.863 habitatges, i 4.261 famílies. La densitat de població era de 369,4 habitants/km².
Dels 6.863 habitatges en un 29,4% hi vivien nens de menys de 18 anys, en un 46,3% hi vivien parelles casades, en un 12,6% dones solteres, i en un 37,9% no eren unitats familiars. En el 30,4% dels habitatges hi vivien persones soles el 13% de les quals corresponia a persones de 65 anys o més que vivien soles. El nombre mitjà de persones vivint en cada habitatge era de 2,33 i el nombre mitjà de persones que vivien en cada família era de 2,9.
Per edats la població es repartia de la següent manera: un 23,4% tenia menys de 18 anys, un 7,3% entre 18 i 24, un 31% entre 25 i 44, un 22,7% de 45 a 60 i un 15,5% 65 anys o més.
L'edat mediana era de 38 anys. Per cada 100 dones de 18 o més anys hi havia 82,8 homes.
La renda mediana per habitatge era de 37.873 $ i la renda mediana per família de 47.120 $. Els homes tenien una renda mediana de 32.412 $ mentre que les dones 25.769 $. La renda per capita de la població era de 19.501 $. Entorn del 6,7% de les famílies i el 8,3% de la població estaven per davall del llindar de pobresa.

## Poblacions properes
El següent diagrama mostra les poblacions més properes.